# Enginyeria forestal

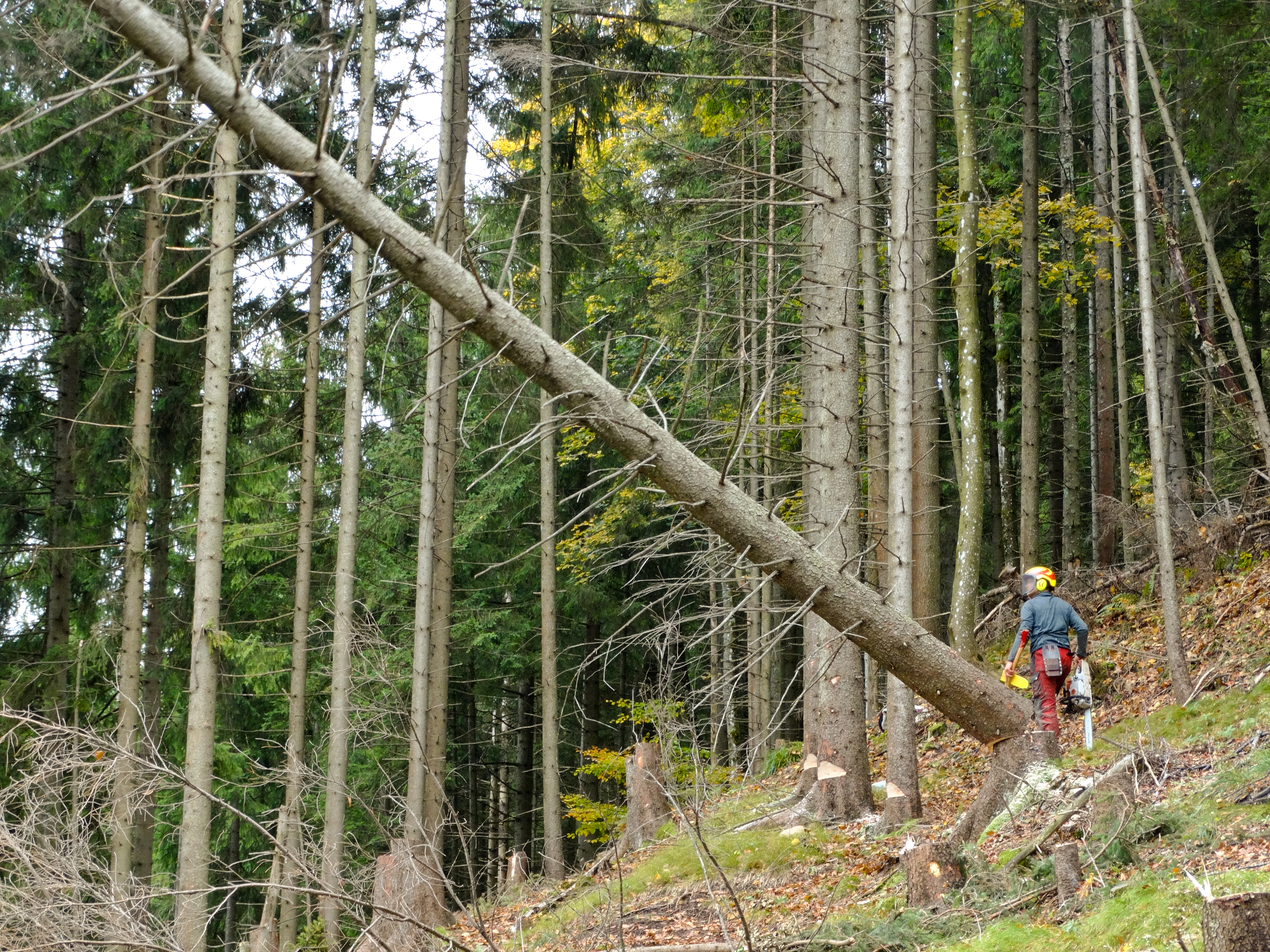
Explotació forestal d'un bosc

L'enginyeria forestal és una branca de l'enginyeria que aplica la ciència i la tecnologia a l'estudi i la gestió dels boscos, considerats tant des del punt de vista dels recursos naturals com des del punt de vista econòmic. Això inclou la creació, la gestió, la utilització i la conservació dels boscos i els recursos que s'hi associen en benefici dels humans de manera sostenible per tal d'assolir els objectius desitjats, les seves necessitats i els seus valors.

## Competències
Els enginyers forestals poden exercir les activitats professionals que són regulades legalment pel Decret 2095/1971 i pel R.D. 2220/1982. Entre les activitats que els enginyers forestals poden desenvolupar en els sistemes forestals hi ha els aprofitaments i indústries forestals, els plans d’ordenació cinegètica, els projectes d’ordenació forestal, les repoblacions, la prevenció d’incendis forestals i el disseny i càlcul d’infraestructures.
Els estudis d'enginyeria forestal són oferts per la Universitat de Lleida i per la Universitat Politècnica de València i ambdues ofereixen la possibilitat de complementar-los amb un màster en enginyeria de forests, que permet l'assoliment les titulacions de màster recollides en l'Annex 1 del RD 861/2010, que va modificar el Reial decret 1393/200.

## Tractats especialitzats

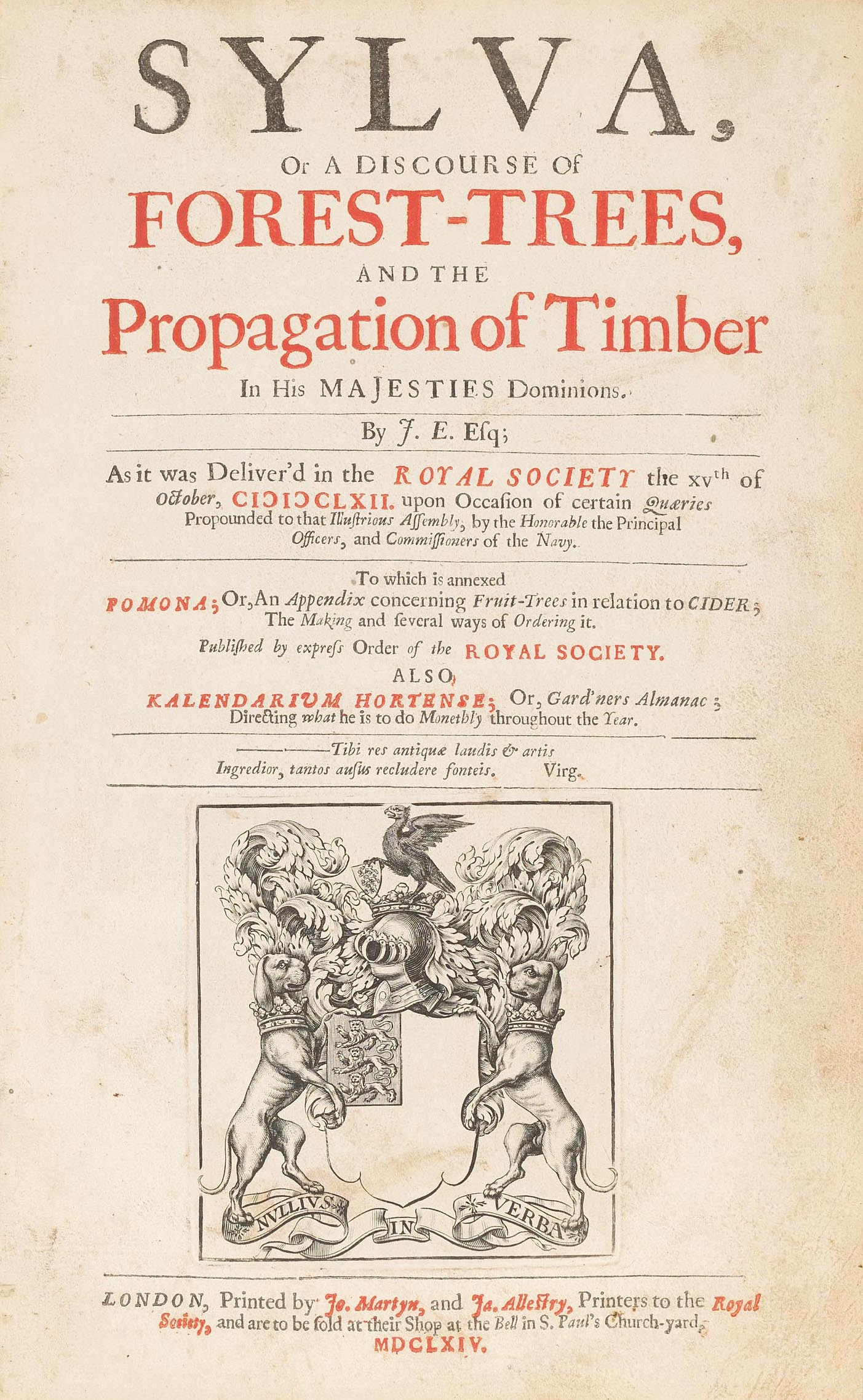

Les funcions de l’enginyeria forestal, antigament responsabilitat de persones encarregades de l’explotació dels boscos (com també la cura i el manteniment dels mateixos), depenen dels objectius finals de la fusta susceptible de ser aprofitada. Hi ha obres específiques que tracten d’aspectes concrets de les fustes des del bosc fins a les peces emprades en la pràctica. Vegeu, a continuació, una mostra de tractats forestals o relacionats amb el tema.
- 350-287 aC. De historia plantarum de Teofrast.[6]
  - 1549.[7]
- 1592. A brefe collection...[8]
- 1662. Sylva. John Evelyn.[9]
- 1717. Traité des bois servans a tous usages: contenant les ordonnances du roy touchant les reglemens des bois, leurs proprietez, nature & difference ... avec la disposition pour construire les navires ...[10]
- 1755. Traité des Arbres et Arbustes. Duhamel du Monceau.
  - Traité des arbres et arbustes qui se cultivent en France en pleine terre. Volum1.[11]
  - Traité des arbres et arbustes qui se cultivent en France en pleine terre. Volum 2.[12]
- 1758. La physique des arbres: où il est traité de l'anatomie des plantes et de l'économie végétale: pour servir d'introduction au traité complet des bois & des forests: avec une dissertation sur l'utilité des méthodes de botanique ; & une explication des termes propres à cette science, & qui sont en usage pour l'exploitation des bois & des forêts.
  - Volum 1.[13]
  - Volum 2.[14]
- 1764. De l'exploitation des bois, ou, Moyens de tirer un parti avantageux des taillis, demi-futaies et hautes-futaies et d'en faire une juste estimation: avec la description des arts qui se pratiquent dans les forêts : faisant partie du Traité complet des bois & des forests.
  - Primera part.[15]
  - Segona part.[16]
- 1767. Du transport, de la conservation et de la force des bois, ou l'on trouvera des moyens d'attendrir les bois, de leur donner diverses courbures, surtout pour la construction des vaisseaux: et de former des pièces d'assemblage pour suppéler au défaut des pièces simples : faisant la conclusion du traité complet des bois et des forêts[17]
- 1773. Tratado del cuidado y aprovechamiento de los montes y bosques: corta, poda, beneficio y uso de sus maderas y leñas.[18]
- 1784. Reglamento de maderas necesarias para la fábrica de los baxeles del Rey y demás atenciones de sus arsenales y departamentos.[19]
- 1808. Des bois propres aux construction navales.[20]
- 1831. Compendio de arboricultura, aplicado á las plantaciones en las carreteras.[21]
- 1846. Calendario del Silvicultor, ó manual de silvicultura practica.[22]
- 1870. Comision de la Flora Forestal Española: resumen de los trabajos verificados por la misma durante los años de ....[23]
- 1873. Apuntes Bibliográfico-Forestales, etc.[24]
- 1878. Marcos de maderas para la construcción civil y naval: con el precio que tienen estas y otros productos forestales en las provincias de España.[25]
- 1880. Tratado de maderas de construccion civil y naval. Eugeni Pla i Ravé.[26]
- 1882. Manual del maderero. Eugeni Pla i Ravé.[27]
- 1883. Finland: Its Forests and Forest Management.[28]
- 1892. Selvicultura: breves consideraciones sobre explotación y formación de los bosques.[29]
- 2018. Breve resumen del proceso repoblador en España.[30]